# 378002 ʻAkialoa
378002 ʻAkialoa è un asteroide della fascia principale. Scoperto nel 2006, presenta un'orbita caratterizzata da un semiasse maggiore pari a 2,2652886 au e da un'eccentricità di 0,0395744, inclinata di 7,59752° rispetto all'eclittica.
L'asteroide è dedicato al genere di uccelli Akialoa, al quale appartengono sei specie estinte.